# Épaney
Épaney är en kommun i departementet Calvados i regionen Normandie i norra Frankrike. Kommunen ligger i kantonen Morteaux-Coulibœuf som ligger i arrondissementet Caen. År 2022 hade Épaney 495 invånare.

## Befolkningsutveckling
Antalet invånare i kommunen Épaney
Referens: INSEE